# 周憲 (嘉靖進士)
周憲（1486年—？年），字绍吉，浙江绍兴府蕭山縣人，竈籍。

## 生平
治《書經》，行一，由國子生中式正德二年（1507年）丁卯科浙江鄉試第五十一名舉人，年三十八歲中式嘉靖二年（1523年）癸未科會試第二百三十九名，第三甲第七名進士。官宁国府推官。

## 家族
曾祖周斌。祖父周永庆。父周簠。母俞氏。永感下。